# Abdiweli Sheikh Ahmed
Abdiweli Sheikh Ahmed (Somali: Cabdiweli Sheekh Axmed, Arabic: عبدالولي الشيخ أحمد‎; nascido em 1959), também conhecido como Abdiweli Sheikh Ahmed Mohammad, é um economista, diplomata e político somaliano. Foi também primeiro-ministro da Somália.